# Confederação Brasileira de Desportos na Neve
A Confederação Brasileira de Desportos na Neve (CBDN) é a organização responsável pela divulgação, organização e gerenciamento de eventos e equipes nacionais das modalidades esportivas de esqui (alpino, cross country e estilo livre), snowboard e biatlo no Brasil.
Até a presente data, o Brasil não conquistou nenhum título mundial ou medalha olímpica, seja em Jogos Olímpicos de Inverno ou em Jogos Olímpicos da Juventude de Inverno.

## História
A CBDN surgiu em 1966 quando o Clube Alpino Paulista (CAP) solicitou permissão junto ao Conselho Nacional de Desportos (CND) para representar o país no Campeonato Mundial de esqui alpino daquele ano, no Chile, e, posteriormente, para representar o Brasil junto à Federação Internacional de Esqui (FIS).
Por ser, na época, o único clube no Brasil a praticar o esqui na neve, o CAP recebeu a permissão da CND para representar o país e foi também aceito como novo membro da FIS, fato que foi ratificado no XXVI Congresso Internacional de Esqui em Beirute, no Líbano, em maio de 1967. Dessa forma, o Clube Alpino Paulista foi aceito como membro temporário da FIS até que surgisse uma associação nacional, fato ocorrido em 1989.
Um ano depois (1990), a Associação Brasileira de Ski (ABS) obteve sua filiação junto ao Comitê Olímpico Brasileiro (COB) e à FIS, ganhando o direito de coordenar e regulamentar o esporte no país. A partir de 1994, a ABS passou a representar também o snowboard e, para evidenciar esta outra modalidade em seu nome, em 1999, passou a chamar-se Associação Brasileira de Ski e Snowboard (ABSS).
A Confederação Brasileira de Desportos na Neve surgiu com esse nome em dezembro de 2003, após a ABSS atender a uma determinação do COB. Com a nova denominação a entidade teve que cuidar de todos os esportes de neve.
Em 2004, a CBDN foi oficialmente reconhecida pelo União Internacional de Biatlo (IBU) como sua afiliada para desenvolver o esporte no Brasil.